# 石家庄工程职业学院
石家庄工程职业学院始建于2001年，前称石家庄计算机职业学院，位于鹿泉区、新华区和正定县的交界处，创立于1996年，是石家庄市的民办高校之一。
石家庄工程职业学院有三个校区，分别是学府路校区、行唐校区和灵寿校区 。